# Botón (indumentaria)

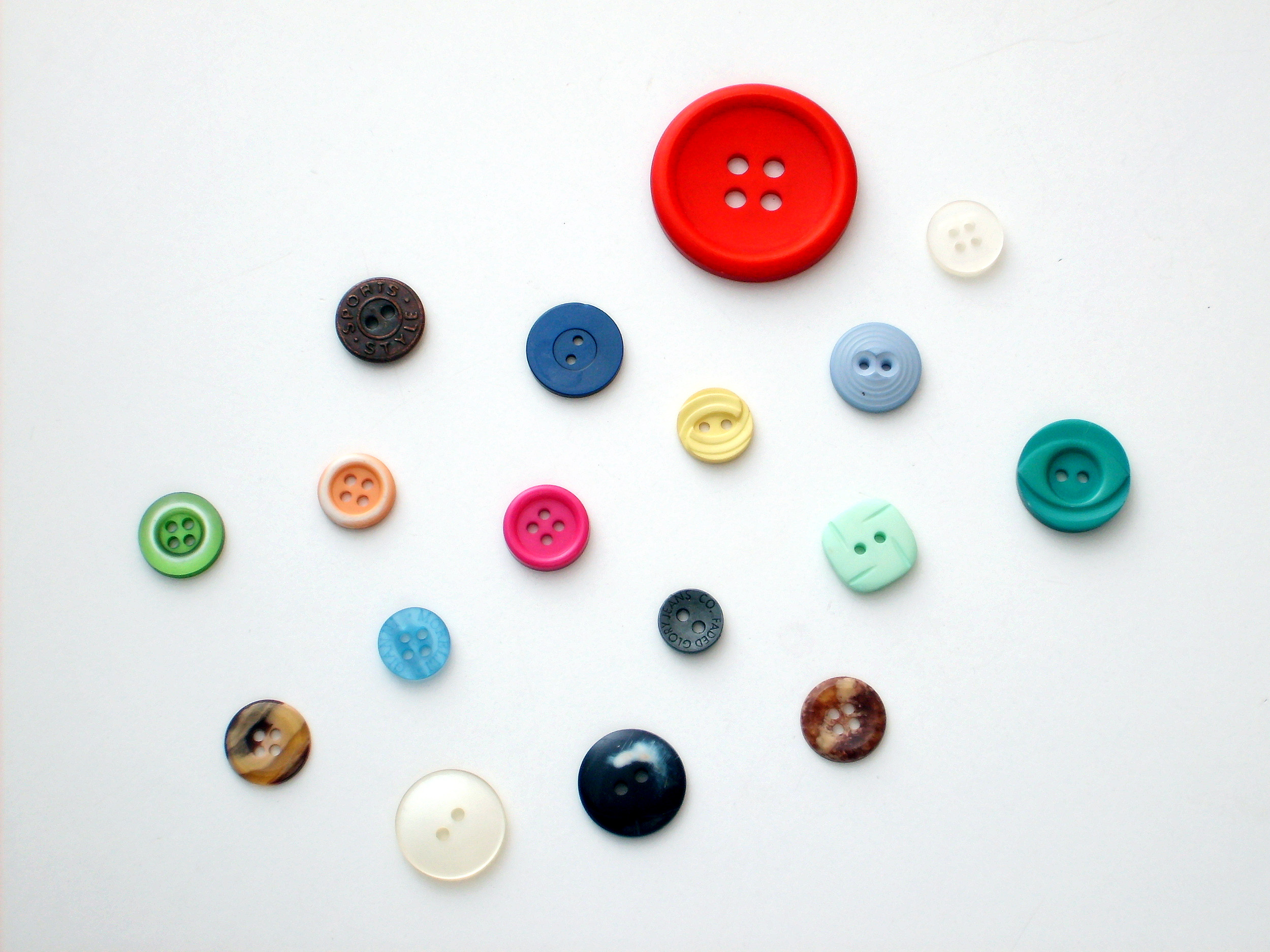
Botones corrientes de diversos tamaños, colores, formas y materiales.

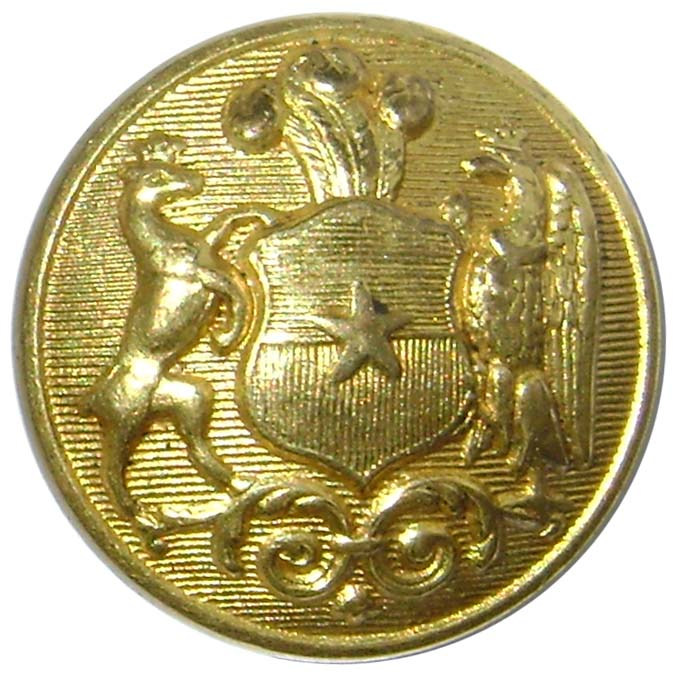
Botón de bronce usado por el ejército de Chile.

Un botón, o brochón, es un elemento pequeño utilizado para abrochar o ajustar vestimentas, especialmente camisas, chaquetas y sacos. Los botones suelen ser redondos y planos, aunque los hay de diversas formas y tamaños. Suelen estar hechos de metal, madera, nácar, tela, hueso, cerámica, resina o, más recientemente; plástico. El botón se abrocha haciéndolo pasar por un ojal de tamaño justo ubicado en un extremo de la vestimenta.

## Función
Hay botones de dos o cuatro agujeros, pero también hay botones que se sujetan por solo un agujero en su parte posterior y que a diferencia de los otros, no traspasa hacia la parte frontal.
Los botones no son únicamente redondos, ni planos. Hay una gran cantidad de diseños distintos que incorporan diferentes texturas y acabados. Muchos de los botones empleados en abrigos y blusas han sido forrados de la misma tela que la prenda principal.
Muchas prendas de vestir, como camisas, pantalones y, especialmente, la ropa que es considerada de mejor calidad, suelen llevar botones extras, sujetos en una parte no notoria de la prenda.
Los botones pueden estar hechos de hueso, resina de ciertos árboles, metal, aluminio, acero, bronce, etc.

## Historia

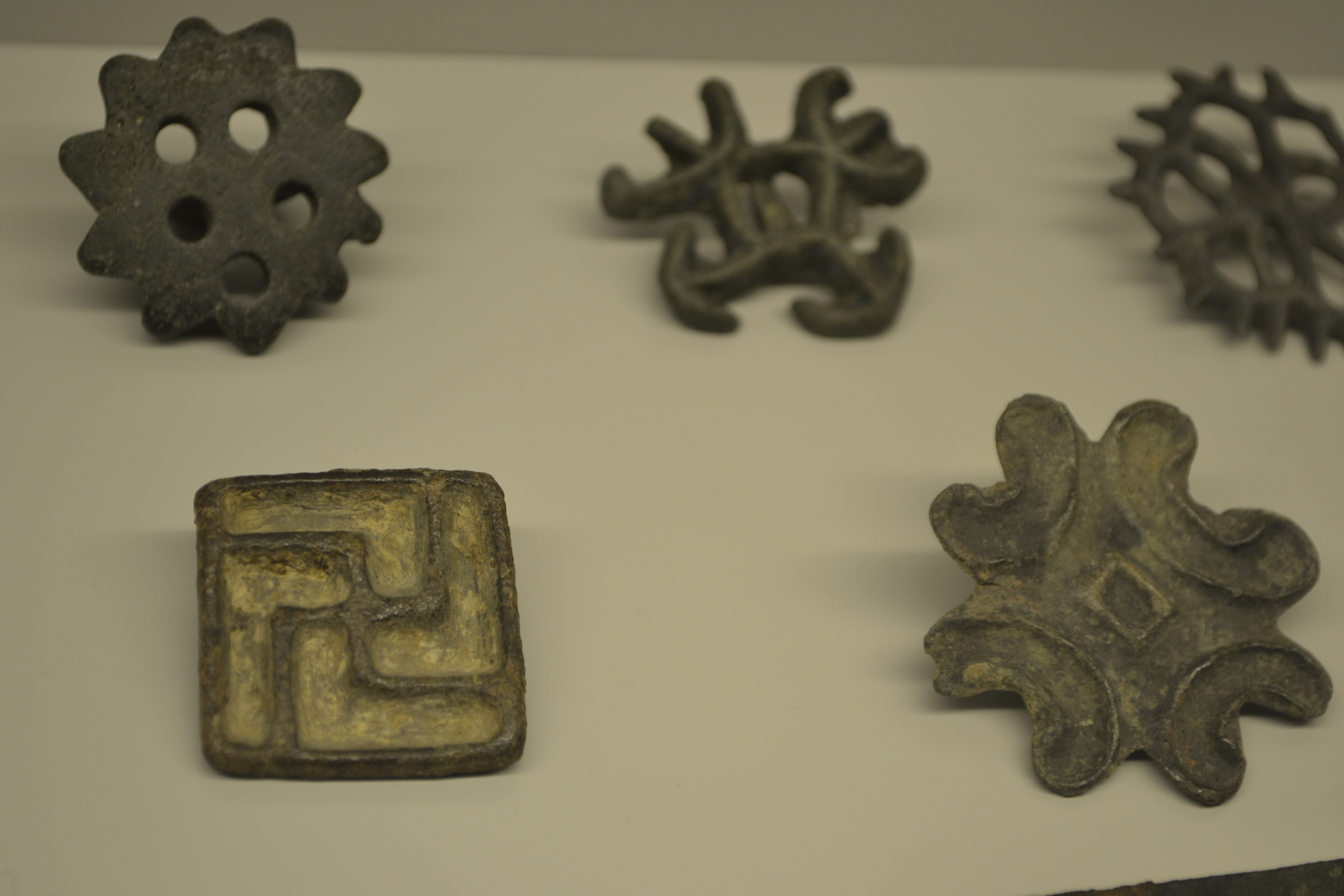
Botones iberos. La Covalta y Bastida de les Alcusses. Museo de Prehistoria de Valencia.

En un primer momento, los botones no eran sino discos decorativos que se cosían a las prendas y no tenían la función de abrocharlas. Los primeros botones como tales fueron conchas de diversos moluscos, talladas y perforadas. Se han descubierto botones y objetos similares a botones utilizados como adornos o sellos en lugar de sujetadores en la civilización del Valle del Indo durante su fase Kot Diji (c. 2800-2600 a. C.), en la Tumba de las Águilas, Escocia (2200-1800 a. C.), y en yacimientos de la Edad del Bronce en China (c. 2000-1500 a. C.) y en la Antigua Roma.
Los botones de concha marina se utilizaban en la civilización del Valle del Indo con fines ornamentales hacia el año 2000 a. C. Algunos botones estaban tallados en formas geométricas y tenían agujeros perforados para poder sujetarlos a la ropa con hilo. Ian McNeil (1990) sostiene que "el botón se utilizaba originalmente más como adorno que como cierre, el más antiguo conocido se encontró en Mohenjo-daro en el Valle del Indo. Está hecho de una concha curvada y tiene unos 5000 años de antigüedad"
Los griegos y romanos también utilizaron botones decorativos fabricados a partir de conchas o madera. En yacimientos europeos se han encontrado botones de marfil y hueso labrados cubiertos de oro o con gemas incrustadas. En ninguno de estos casos eran utilizados para abrochar las prendas.

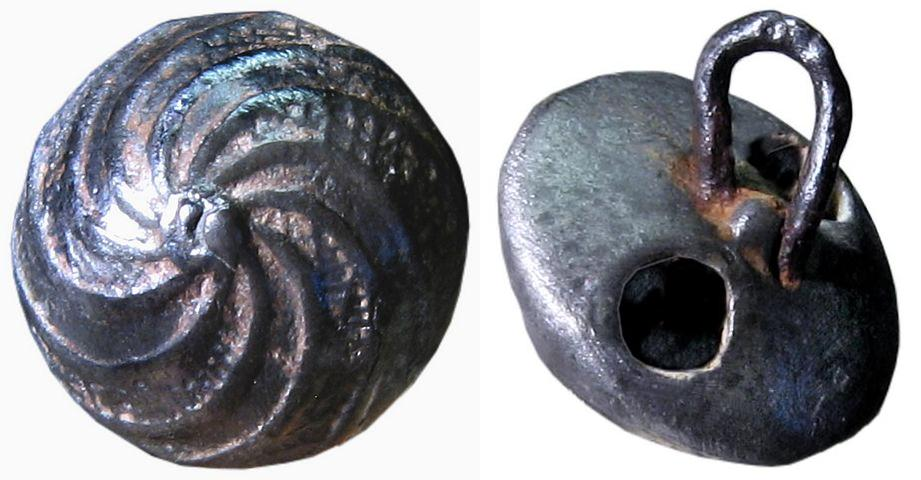
Botón español de ca. 1650-1675 (unos 12 mm)

La Dinastía XVIII egipcia dejó cubiertas de pelucas ornamentadas, fabricadas mediante la costura de botones formados de metales preciosos sobre tiras de material de soporte.
La marroquinería del Imperio Romano incorpora algunos de los primeros ojales, con el Loculus (cartera) legionario que se cerraba mediante la inserción de una hebilla metálica, o botón en una hendidura de cuero. Un mecanismo similar aparecería más tarde en el calzado medieval temprano.
Los botones aparecieron como medio para cerrar los puños en el Imperio Bizantino y para sujetar los cuellos de las túnicas egipcias a más tardar en el siglo V d. C.
Una curiosidad que aún perdura es la disposición de los botones en las prendas masculinas y femeninas. La ropa de hombre tiene los botones a la derecha y la de mujer a la izquierda. Existe una teoría sobre el porqué de este hecho, y es que antiguamente a las mujeres las vestían las criadas y, para que les resultara más fácil abrochar los botones, se pusieron en el lado contrario a lo habitual.
- Los amish, por convicción, no usan botones en sus prendas.
- Los botones pueden ser un elemento de coleccionismo.

### Como contenedores
Desde al menos el siglo XVII, cuando los botones metálicos en forma de caja se construyeron especialmente para este fin, los botones han sido uno de los artículos en los que contrabandistas de droga han intentado ocultar y transportar sustancias ilegales. Al menos un contrabandista moderno ha intentado utilizar este método.
Aprovechando también las posibilidades de almacenamiento de los botones metálicos, durante las Guerras Mundiales, los botones de Británico y Estados Unidos locket se fabricaron botones que contenían brújulas en miniatura que funcionaban.

## Tipos
Hay innumerables tipos diferentes de botones, que pueden clasificarse según su:
Material: Hay botones de metal, botones de perlas y botones de tela, Los botones naturales pueden hacerse de materiales naturales como la madera, asta de ciervo, nácar o el coco. El hueso también fue una opción natural popular en el pasado. Pero a medida que el movimiento de diseño ético crece, han dejado de usarse, los botones de esmalte se hacen aplicando un esmalte o resina epoxi para cubrir la superficie del botón (el epoxi tiende a ser un poco más duradero) Y los botones de plástico pueden estar hechos de acrílico, resina, plástico ABS, nailon o una combinación de estos materiales. Todos tienen características ligeramente diferentes. Pero generalmente puede esperarse que un botón de plástico sea liviano y fuerte.
Los botones pueden diferenciarse según el uso previsto o, como en el caso siguiente, según la forma y el tipo de elaboración.

### Botón de ojal

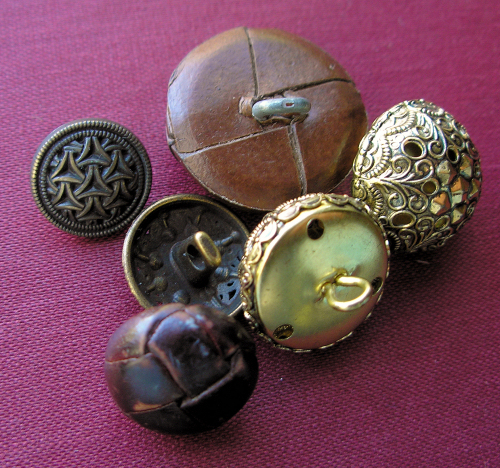
Varios botones para ojal,

El botón de ojal se utiliza desde la Alta Edad Media. Se caracteriza por tener un ojal en el reverso a través del cual se cose a la prenda. La parte frontal del botón puede ser esférica, en forma de cúpula, de disco o con una curva plana. El ojal puede fijarse en la parte posterior del botón solo o junto con una placa de soporte, o puede hacerse en una sola pieza con el botón.
Una forma especial del botón de ojal es el botón cubierto. En este caso, una base en forma de disco o curva se cubre con tela o cuero. El saliente de tela recogido en la parte posterior del botón se utiliza para el cierre, como un ojal.
Dado que el ojal actúa como espaciador entre el botón y el tejido de soporte, se prefieren los botones de ojal para tejidos gruesos (por ejemplo, abrigos) para que el botón quede plano en el ojal. La superficie ininterrumpida es especialmente adecuada para la decoración, por ejemplo, para las insignias en relieve (botones uniformes), los grabados, el cloisonné o (para los botones cubiertos) el bordado.
En los casos en que los botones puedan interferir con la limpieza y otros tratamientos de las prendas (por ejemplo, batas de laboratorio y de médico), los botones de ojal pueden diseñarse para que sean extraíbles. Para ello, el ojal se pasa a través de un pequeño agujero reforzado en el tejido y se asegura en la parte posterior con un pequeño pasador.

### Botón de remache

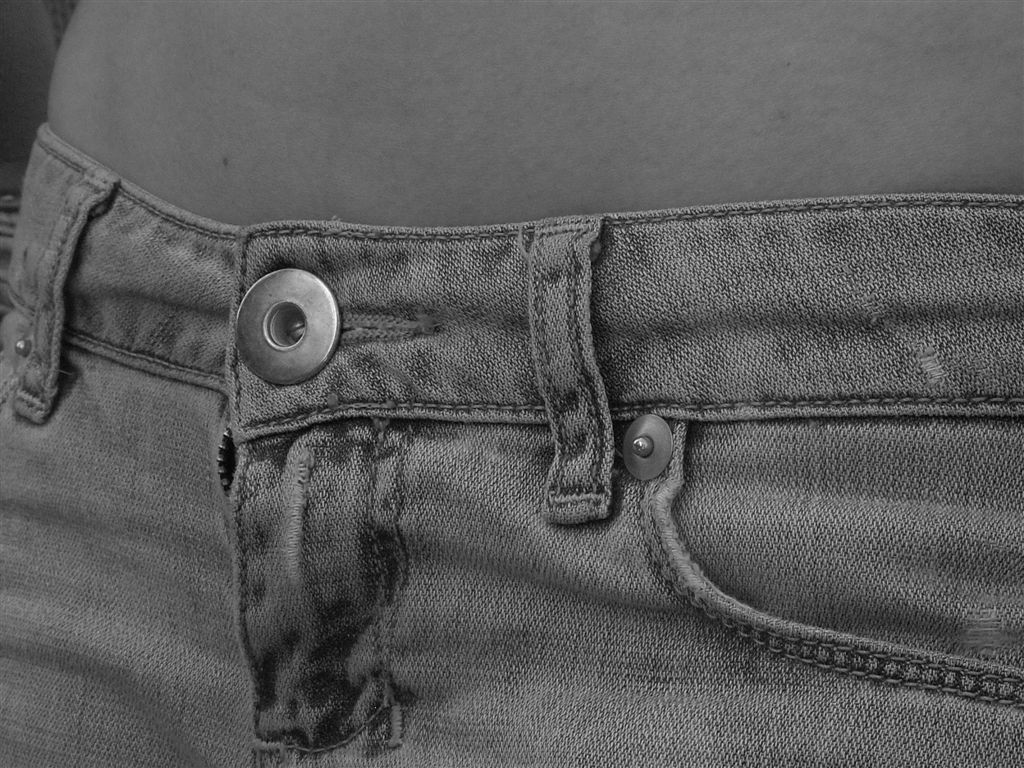
bund con botón de remache

Dado que los pantalones de tela vaquera y pana eran a menudo pantalones de trabajo con exigencias especiales en el pasado, un botón remachado de metal, sin el hilo de coser que se desgasta fácilmente, sigue siendo típico para ellos hoy en día. Se utiliza para las prendas de cuero porque la mayor superficie de contacto hace que el cuero se desgarre con menos facilidad que el botón cosido en un punto comparativamente pequeño.

### Botón perforado

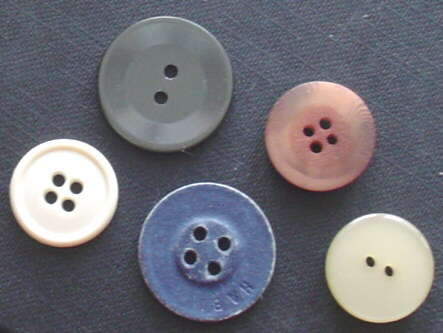
varios botones de agujero

El botón con agujero suele tener forma de disco -con o sin borde decorativo- y se cose a la tela a través de los agujeros. Lo más habitual es encontrarlo como botón de dos o cuatro agujeros en camisa y blusa. Se puede fijar fácilmente a máquina. Si se utiliza para telas más gruesas, hay que hacer espacio debajo de la cabeza para el ojal, cosiendo primero el botón con bucles extra largos y luego envolviéndolos varias veces con el hilo de coser (tallo o  cuello austríaco).
Antes de perforar los botones de cuerno de ciervo con taladros puntiagudos, se suele fresar una placa de hilo en la parte superior; esta depresión cilíndrica tiene un color claro de contraste. En el caso de los pantalones de cuero cuyos botones se abrochan con trabillas de cuero, se fresan dos ranuras paralelas o se encaja diametralmente un pasador metálico en cruz en un gran orificio central.
Los botones sin orificio visible en la parte delantera pueden tener un orificio transversal en la parte trasera a través de una lengüeta o mediante la interrupción en forma de presa de una ranura diametral.

### Botón de giro

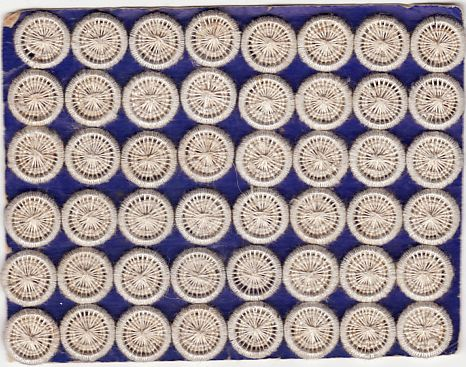
Botones de giro.

En un botón de giro, el hilo de lino o algodón se pasa alrededor de un anillo metálico en forma de estrella hasta formar una superficie cerrada. Debido a que los botones de torsión se han utilizado tradicionalmente (desde al menos el siglo XVIII) para ropa de cama, se encuentran casi exclusivamente en blanco.

### Botón rana

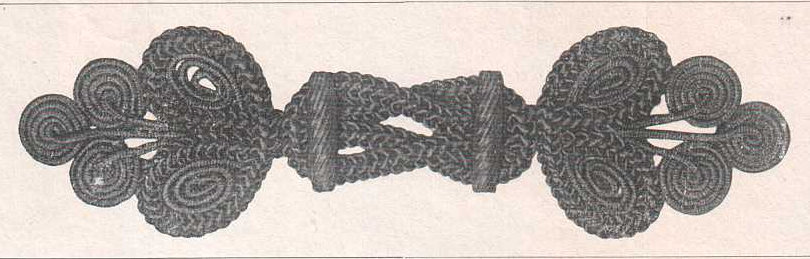
Botón de palanca rana

Los botones ranas tipo borla de adorno  se fabrican con los mismos materiales que los cordones y las borlas, es decir, suelen estar hechos con seda. (o seda artificial) envuelta en hebras. Un botón rana puede tener la forma de un botón de ojal o la de un adorno plano que forma un pomo en un punto, que se pasa a través del bucle de un homólogo simétrico.
También se fabrican botones o cierres rana de metal o madera. Una de las partes (el macho), se inserta en el ojal de la otra parte hembra, y cuando están enganchadas conforman un adorno.

### Mordaza o presilla

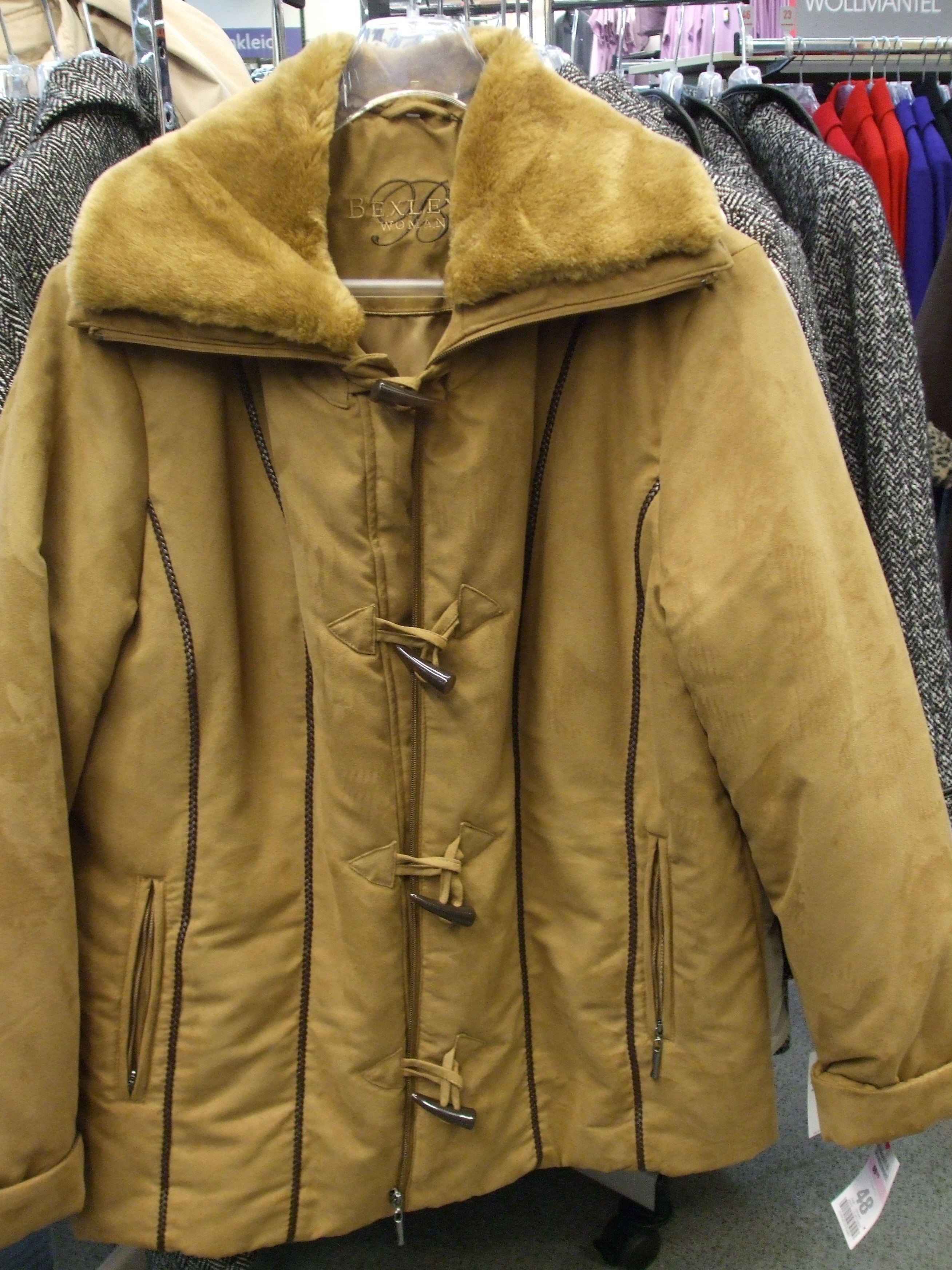
Traba

Las mordazas son una forma especial alargada de botón y probablemente el precursor más antiguo del botón actual. Pueden tener ojales o agujeros y suelen combinarse con presillas en lugar de ojales, por ejemplo, en el abrigo de lona. Se utilizan sobre todo en abrigos y en ropa tracht.

Presillas de la Edad de Hierro
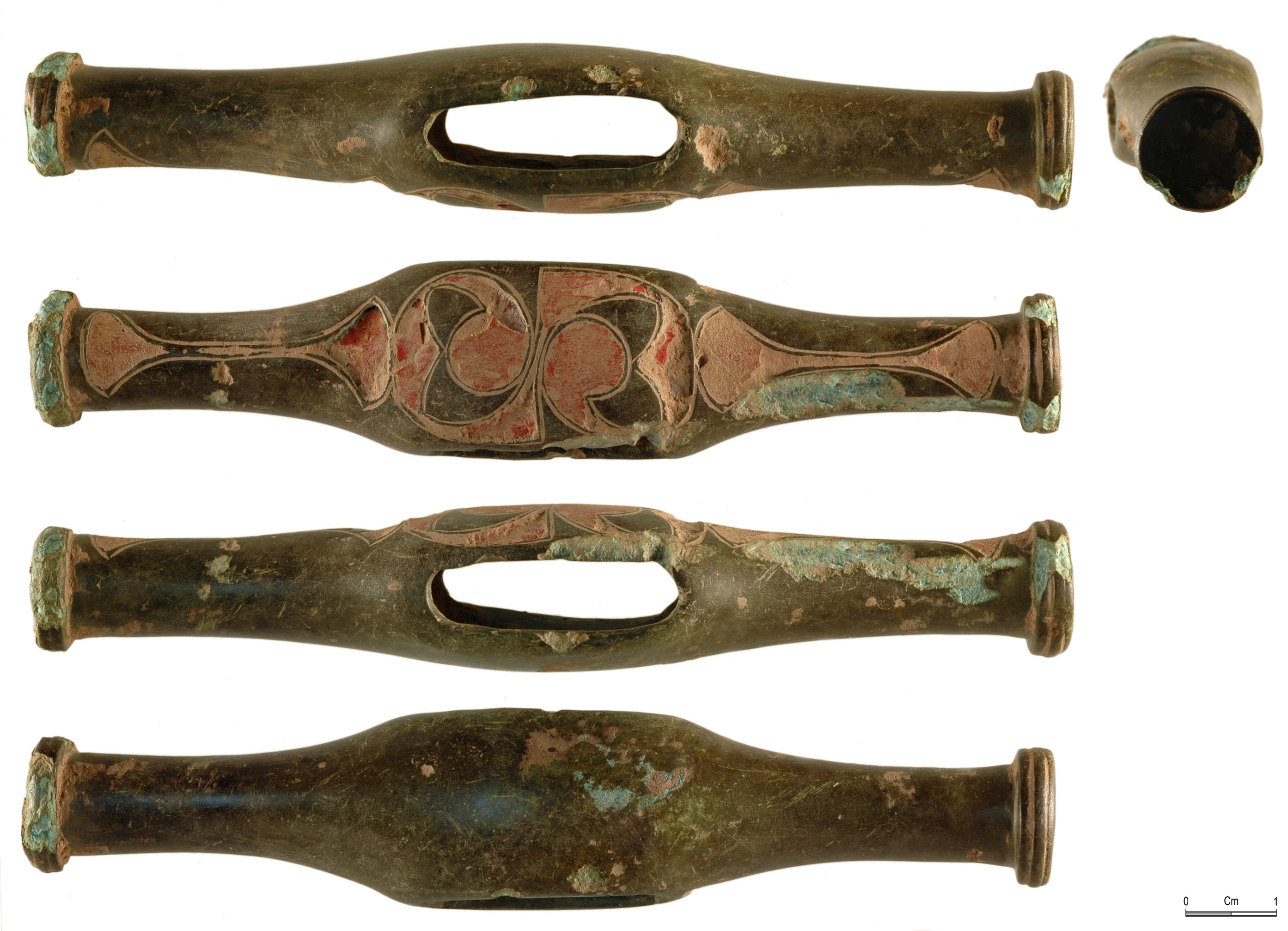
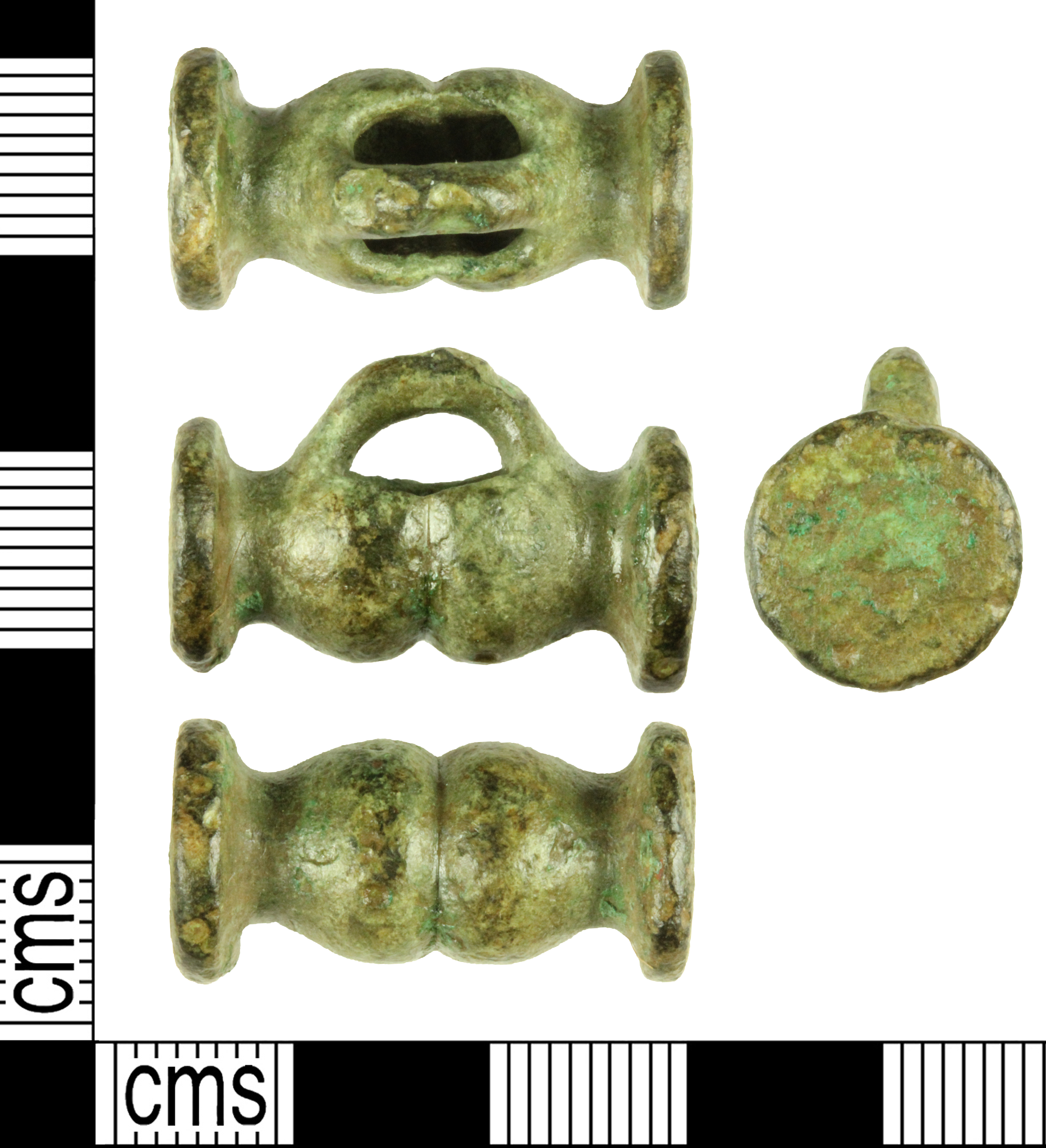
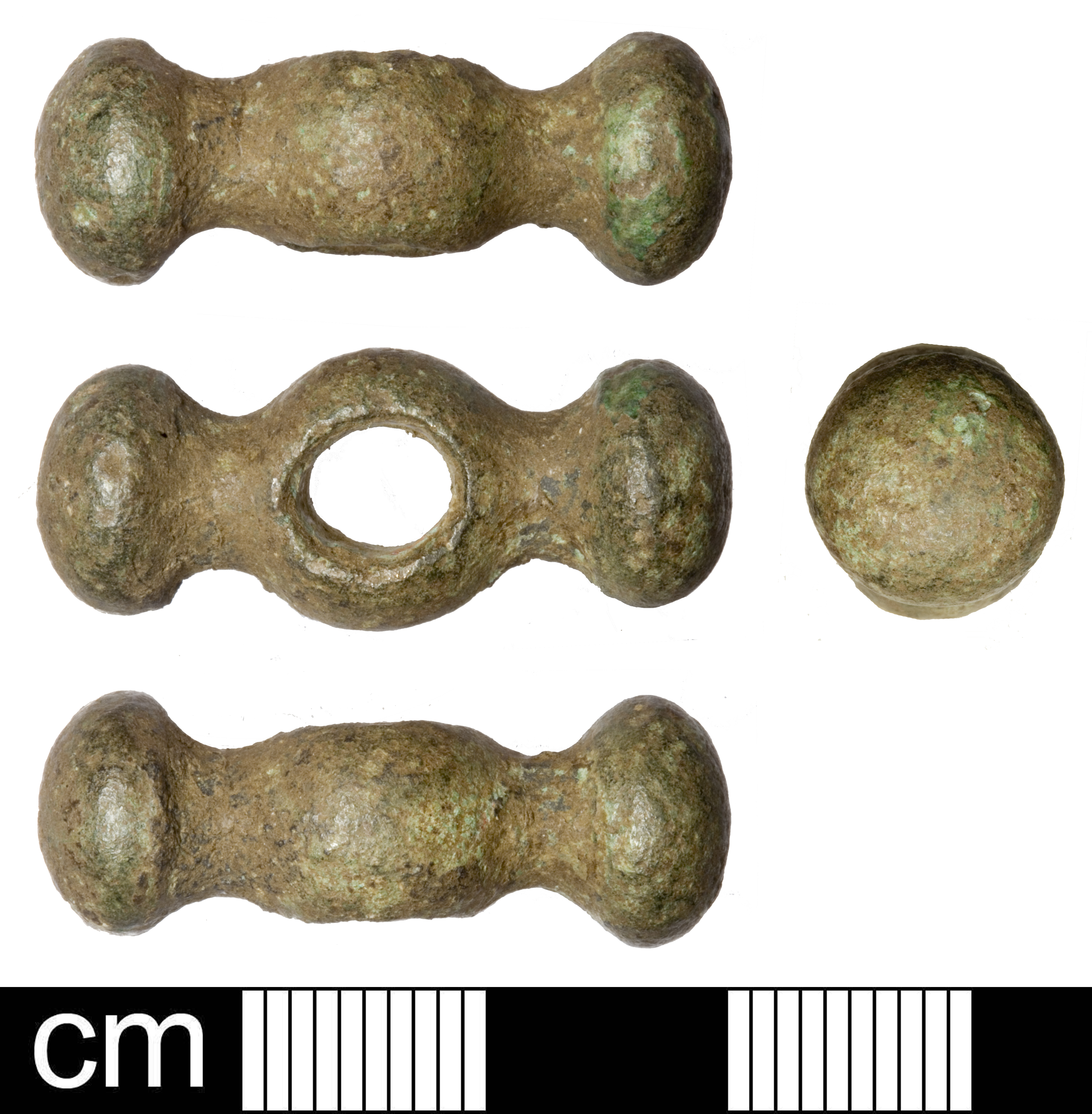
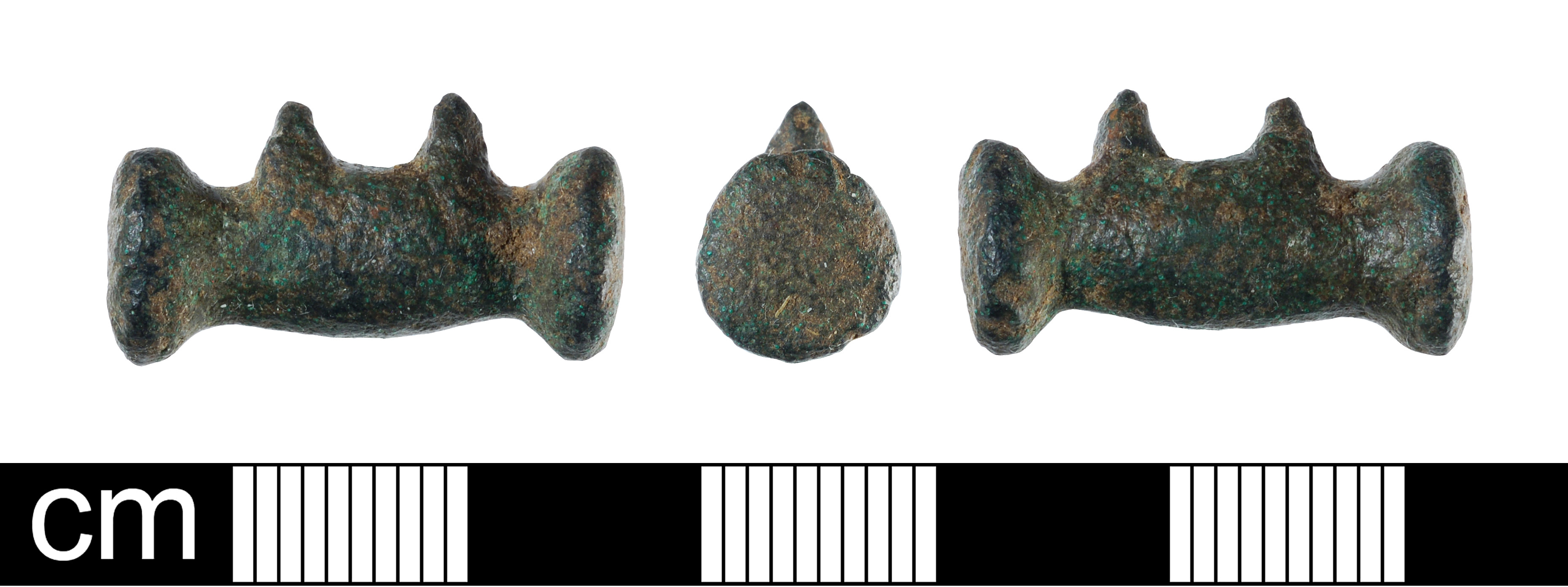

### Cierre a presión

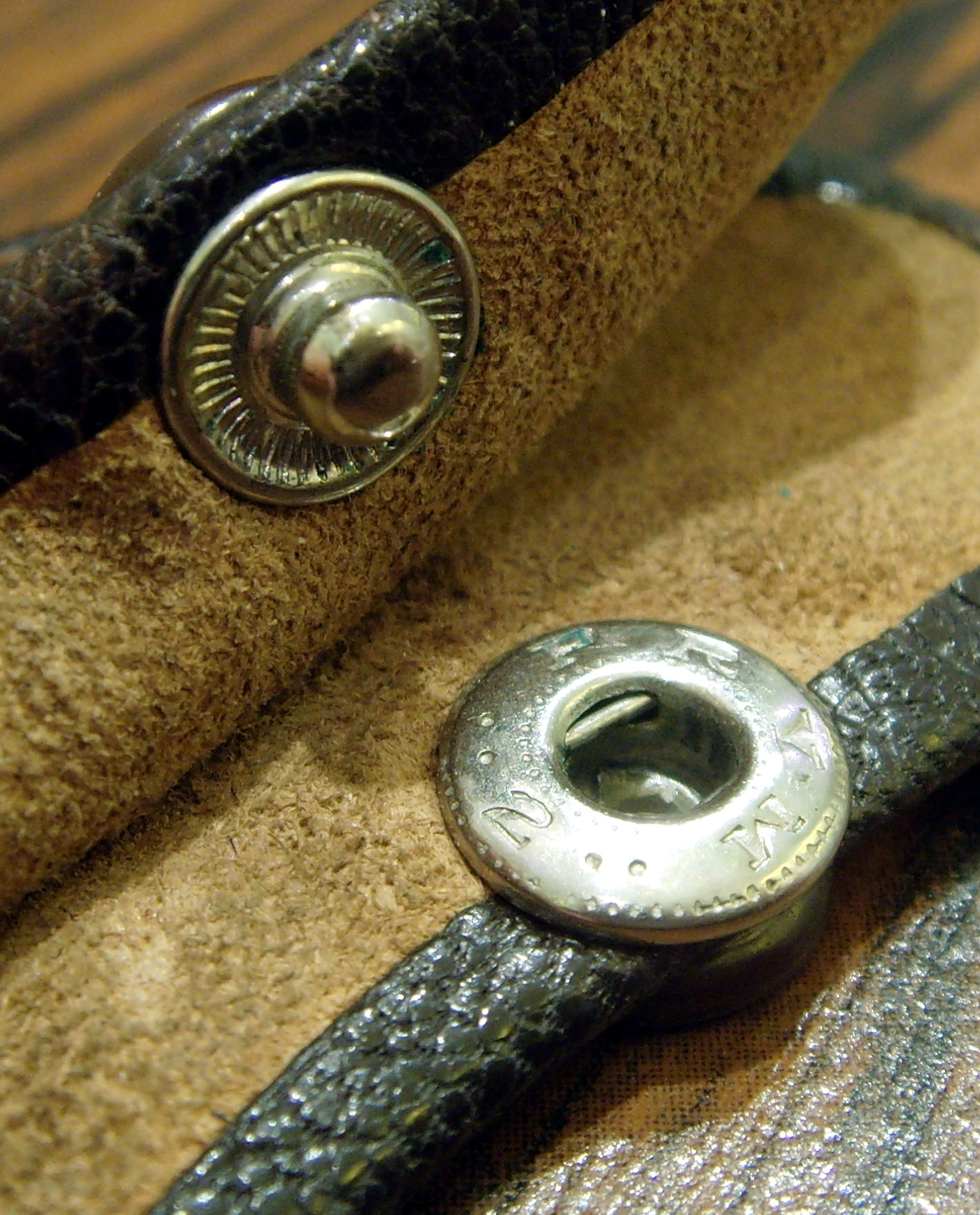
Cierre a presión.

Un cierre a presión es un dispositivo de fijación formado por dos pequeñas piezas redondas, una con un rebaje y la otra con una cabeza a juego. Se cosen o remachan a los lados opuestos de la tela y se presionan entre sí para cerrar. Para garantizar que la cabeza encaje en su sitio y que el botón sólo se abra si se ejerce una fuerza de tracción considerable, la cavidad tiene la forma correspondiente de una cavidad o anillo abierto, y entonces la elasticidad del material del botón permite que encaje en su sitio, o bien se incorpora un elemento de resistencia lateral adicional. Los pulsadores suelen ser de metal, y más raramente de plástico.
El primer uso conocido del principio del cierre a presión fue en el Ejército de Terracota y, por tanto, data de hace 2000 años.
En 1885, Heribert Bauer de Pforzheim fabricó el primer broche a presión de los tiempos modernos. Se destinaba sobre todo a la ropa interior para hombres. Algún tiempo después, se introdujo un broche de presión para la ropa de mujer bajo el nombre de "broche de corona" (Sin saberlo, el posterior cirujano Ferdinand Sauerbruch también inventó uno para los zapatos en el taller de zapatería de su abuelo). En 1903, el cierre de presión llegó al mercado en una forma mejorada por Hans Prym, con un muelle insertado alrededor de la parte de la cabeza, que facilitaba considerablemente la apertura y el cierre. Fabricado con metal inoxidable, el cierre a presión sigue en el mercado en esta forma hoy en día y se suele utilizar como un cierre discreto, o que suele ser invisible cuando está cerrado, para prendas de vestir, bolsos y otros artículos.

### Pulsadores

#### Botón del frac

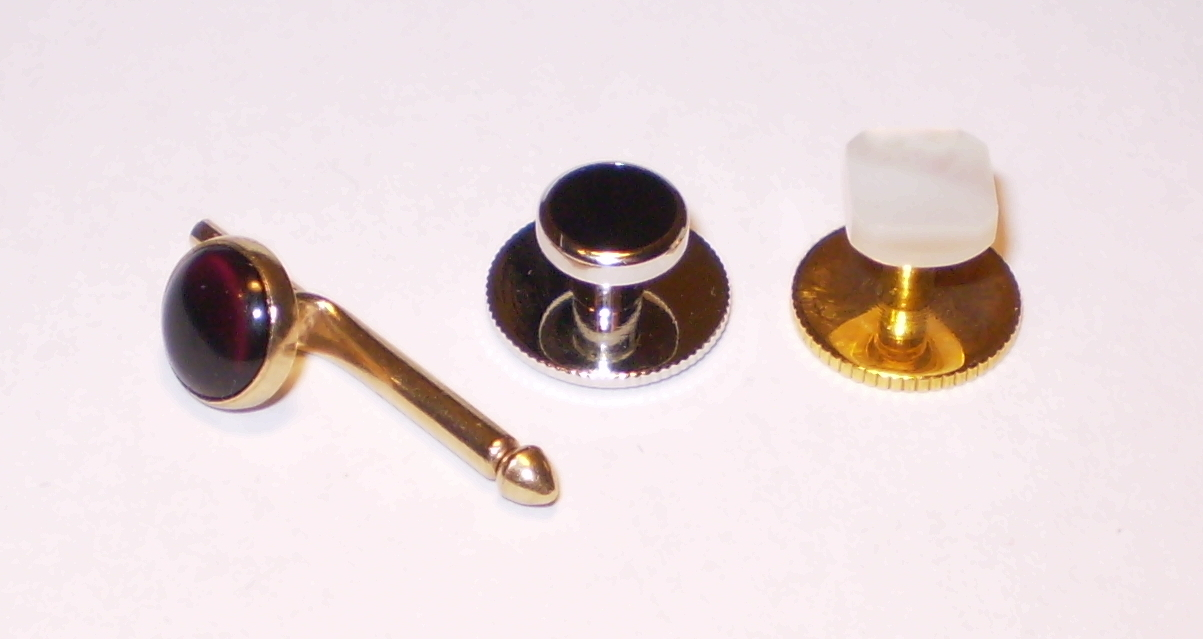
Varios botones de frac.

Un botón de frac (botón de camisa o gemelo) se utiliza para cerrar una camisa con dos ojales. Por lo general, se trata de camisas de frac y de esmoquin cuya tapeta en el pecho tiene dos o tres pares de ojales en la parte superior en lugar de botones cosidos.
Al igual que los gemelos, los botones del frac se compran por separado con la camisa y se combinan con el resto de los accesorios. Se fabrican en una gran variedad de materiales, como oro, plata o acero inoxidable. El frontal puede estar decorado o engastado con piedras preciosas. Por lo general, los botones engastados con ónix se usan con un esmoquin, y los botones engastados con nácar o brillantes tallados se usan con un frac.

#### Botón de bola

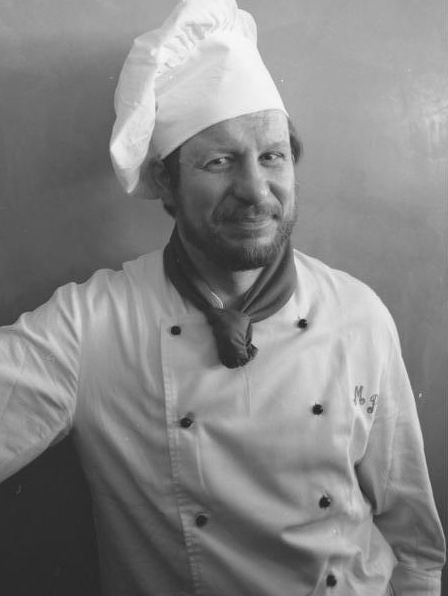
Chaqueta de cocinero con botones de bola.

Las chaquetas de cocinero tienen tradicionalmente uno o dos pares de taquillas de ojales en forma de hendidura, que se abrochan con botones de cocinero (botones de bola) de plástico. Esto hace que la pieza textil sea hervible y blanqueable y también más fácil de planchar sin que los botones sobresalgan. El botón consta de un disco redondo de unos 15 milímetros de diámetro, una barra corta conectada axialmente y una bola de unos 10 milímetros de diámetro. Hoy en día, los botones de bola suelen fabricarse en una sola pieza de plástico moldeado por inyección. A menudo se eligen en un color que contraste, por ejemplo, el rojo, con los tejidos blancos. La bola, que sobresale ligeramente de la prenda cerrada, también puede ser multicolor o tener una forma diferente, como un corazón.
En primer lugar, se introduce el botón de bola por el ojal interior -ya sea con el disco en sentido radial o con la bola en sentido axial- y, por último, se introduce la bola por el ojal de la capa exterior de la pieza textil. El botón se entrelaza con las 2 capas y proporciona una tracción radial segura. Tirando del botón axialmente desde la bola, el ojal exterior puede arrancarse fácilmente y, empezando por la parte inferior, la chaqueta puede abrirse rápidamente por delante de un tirón, lo cual es relevante para la seguridad si la prenda se empapa accidentalmente de grasa o agua caliente.

#### Botón de deslizamiento para la ropa de cama

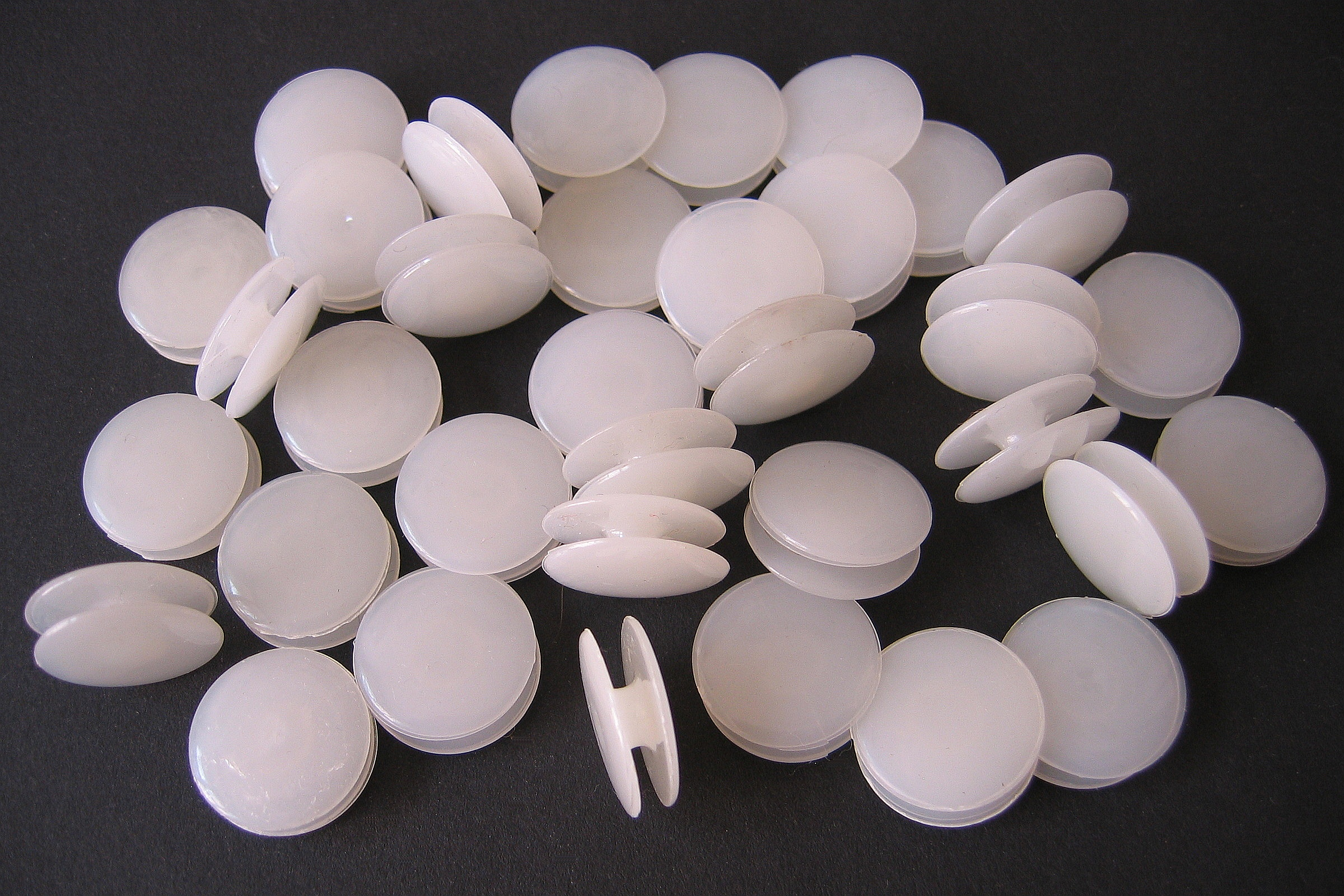
Botones para la ropa de cama.

La ropa de cama confeccionada sólo con dos tiras de ojal correspondientes es fácil de lavar y planchar. Los botones consisten en dos discos unidos por una barra. Son fáciles de abrochar, pero pueden perderse fácilmente.